# Orden des Weißen Doppelkreuzes

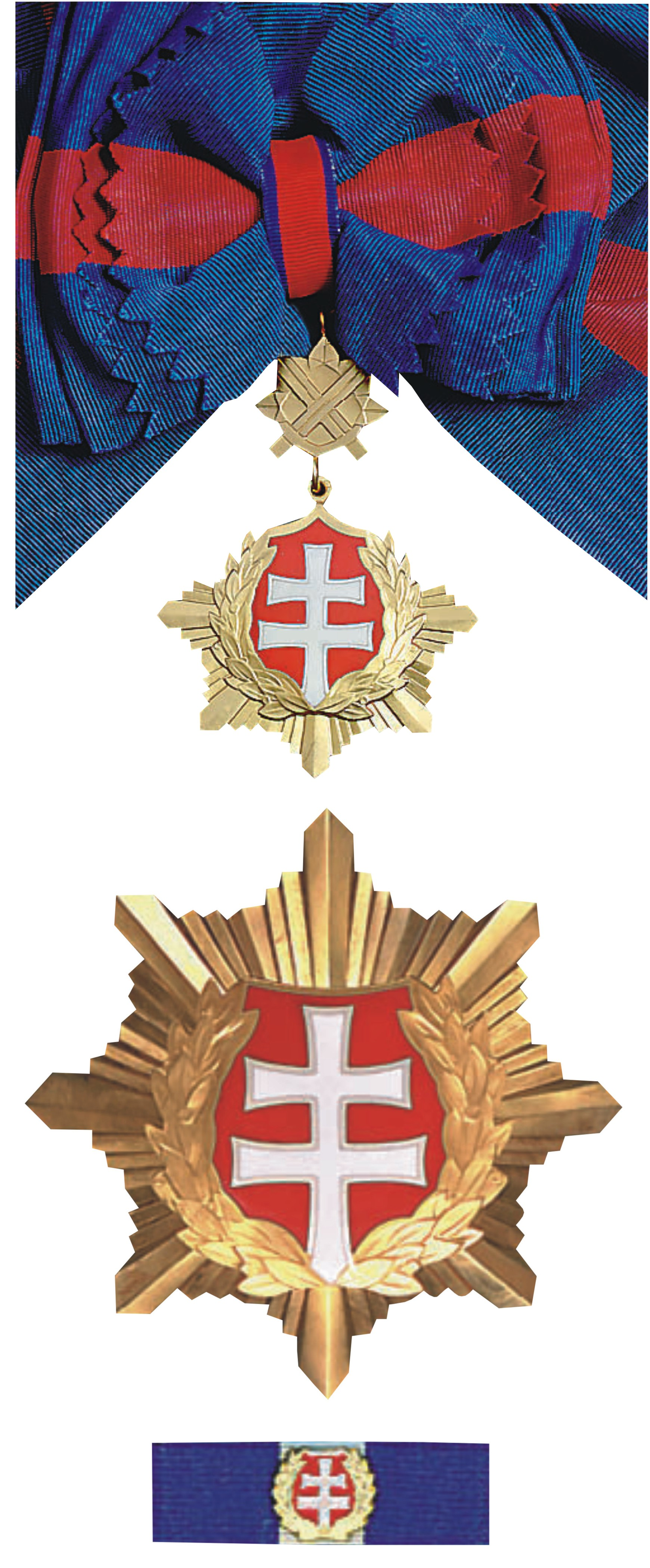
Ordensdekoration der 1. Klasse für Militärverdienste

Der Orden des Weißen Doppelkreuzes (slowakisch Rad Bieleho dvojkríža) wurde 1994 gestiftet und ist eine der höchsten Auszeichnungen der Slowakei. Der Präsident der Slowakischen Republik verleiht den Orden ausschließlich an Ausländer, die sich in besonderem Maße um die Slowakei verdient gemacht haben.

## Ordensklassen
Der Orden teilt sich in zwei Abteilung für Zivil- und Militärverdienste mit je drei Klassen auf, wobei die ranghöchste die 1. Klasse ist:
- 1. Klasse
- 2. Klasse
- 3. Klasse

## Ordensdekoration
Der Bruststern ist achtspitzig und golden. Sternmittig befindet sich eine Scheibe mit weißem Doppelkreuz vor rot emailliertem Hintergrund, die von einem goldenen Eichen- und Lorbeerlaubkranz umrandet ist.
Das Abzeichen ist gleich gestaltet wie das Großkreuz, allerdings als kleinere Ausführung. Außerdem fehlen die oberen drei Spitzen und das Abzeichen hängt an einem stilisierten Lindenblatt, mit oder ohne gekreuzte Schwerter.
Das Ordensband ist blau mit einem mittleren roten Streifen.
| 1. Klasse (Abzeichen an Schärpe und Bruststern) | 2. Klasse (Abzeichen am Halsband und Bruststern) | 3. Klasse (Abzeichen am Halsband) |
| ----------------------------------------------- | ------------------------------------------------ | --------------------------------- |
|                                                 |                                                  |                                   |

## Ordensträger

### 1. Klasse
- Siehe: Träger des Ordens des Weißen Doppelkreuzes 1. Klasse

### 2. Klasse
- Siehe: Träger des Ordens des Weißen Doppelkreuzes 2. Klasse

### 3. Klasse
- Siehe: Träger des Ordens des Weißen Doppelkreuzes 3. Klasse